# Dallas-Fort Worth Metroplex
La Dallas-Fort Worth metroplex (designata ufficialmente Dallas-Fort Worth-Arlington, TX Metropolitan Statistical Area dall'Ufficio per la gestione e il bilancio) è un'area metropolitana statunitense nello stato del Texas. 
Comprende 11 contee texane ed il cuore dell'area metropolitana sono le città di Dallas e Fort Worth. Si tratta del principale centro economico e culturale del Texas centro-settentrionale. L'area metropolitana viene spesso chiamata DFW (dall'aeroporto internazionale DFW) o semplicemente the Metroplex.
La popolazione del Metroplex era di 8.121.108 abitanti secondo una stima del censimento del 2023, il che la rende la più grande area metropolitana sia del Texas che degli Stati Uniti meridionali, la quarta più grande di tutti gli Stati Uniti e la quattordicesima più grande delle Americhe. Nel 2016, la DFW è salita al primo posto nella nazione per la crescita della popolazione anno su anno. Nel 2016, l'economia metropolitana ha superato Houston, nello stesso Stato, diventando la quarta più grande della nazione, con un PIL reale di poco più di 620 miliardi di dollari nel 2020.
L'economia della regione si basa principalmente su banche, commercio, telecomunicazioni, tecnologia, energia, assistenza sanitaria e ricerca medica, trasporti e logistica. Nel 2020, la Dallas-Fort Worth era sede di 23 aziende della Fortune 500, la quarta più grande concentrazione di aziende della Fortune 500 nella nazione, dietro New York (62) e Chicago (35) e Houston (24)  Il metroplex è composto da 9.286 miglia quadrate (24,100 km²) di superficie totale: 8.991 miglia quadrate (23,290 km²) è composta da terre, mentre 295 miglia quadrate (760 km²) è ricoperta da acque, rendendola più ampia rispetto agli stati del Rhode Island e del Connecticut messi insieme.